# Alucard
Alucard är Dracula baklänges och används som namn på karaktärer inom film och annan media:
Några exempel där namnet Alucard förekommer:
- Adrian Farenheights Tepes från spelserien Castlevania.
- En karaktär i filmen Dracula A.D. från 1972.
- Huvudkaraktären i filmen Dracula: The Dirty Old Man från 1969.
- Huvudkaraktären i den japanska mangan Hellsing.
- En karaktär i filmen Son of Dracula från 1943.